# 洛岩
62°17′S 58°39′W / 62.283°S 58.650°W

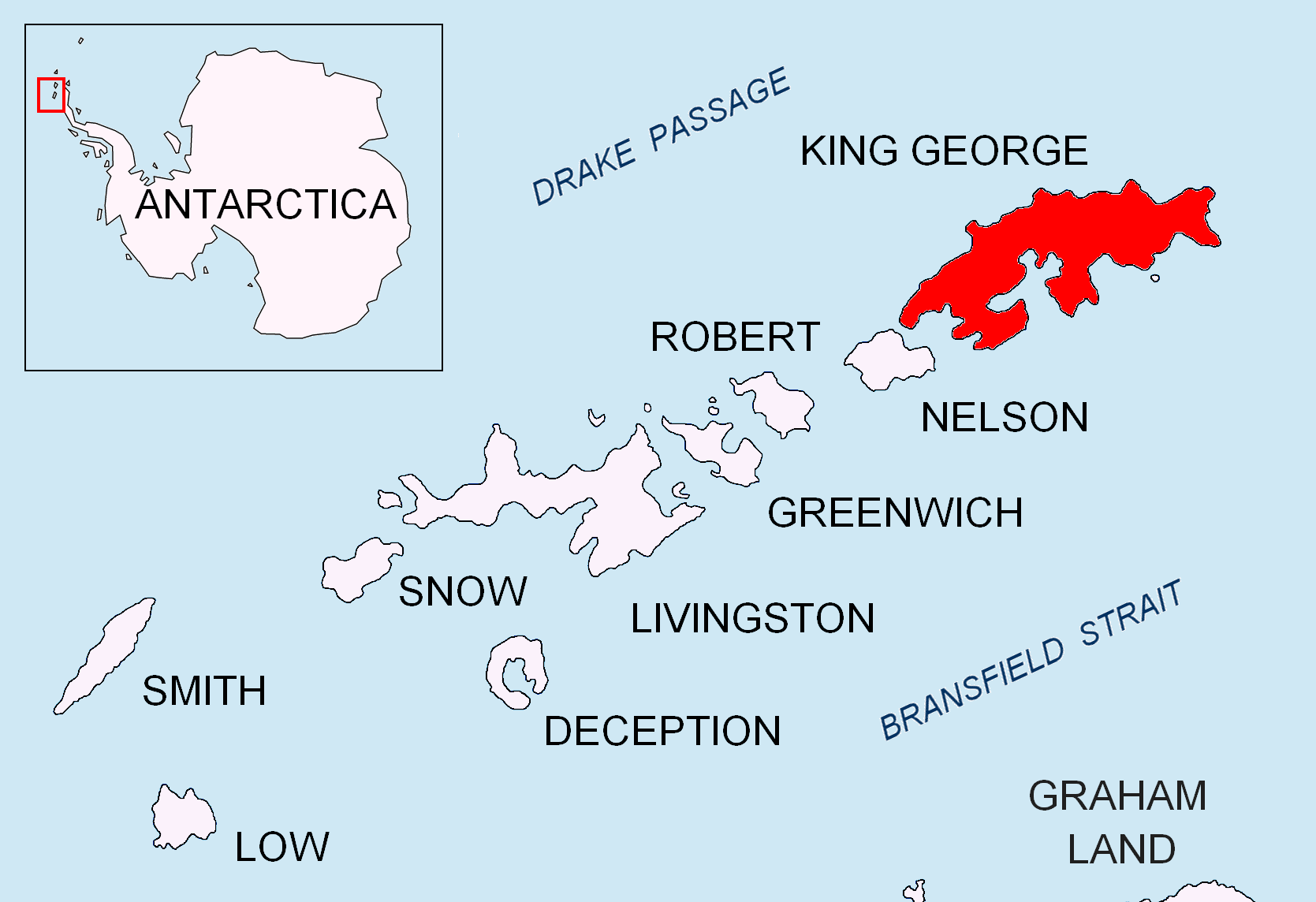

洛岩（Low Rock），是南極洲的岩石，位於南設得蘭群島的喬治王島南端，處於斯特蘭傑角西南面2公里，由蘇格蘭的地質學家繪入地圖，現時由南極條約體系管理。